# Дә
Дә – dwuznak cyrylicy wykorzystywany w zapisie języka abchaskiego. Oznacza dźwięk [dʷ], czyli labializowaną spółgłoskę zwartą dziąsłową dźwięczną.

## Kodowanie
| Forma     | Wygląd | Części składowe | Części składowe |
| --------- | ------ | --------------- | --------------- |
| majuskuła | Дә     | U+0414 Д        | U+04D9 ә        |
| minuskuła | Дә     | U+0434 д        | U+04D9 ә        |